# تیم ملی فوتبال زیر ۱۷ سال ایالات متحده آمریکا
تیم ملی فوتبال زیر ۱۷ سال ایالات متحده آمریکا (انگلیسی: United States men's national under-17 soccer team) توسط فدراسیون فوتبال ایالات متحده آمریکا کنترل می شود. بالاترین سطح رقابتی که این تیم ممکن است در آن شرکت کند، جام جهانی فوتبال زیر ۱۷ سال است که هر دو سال یک بار برگزار می شود.